# Counter-Strike: Source
Counter-Strike: Source (abreviado como CS:S) é um jogo de tiro em primeira pessoa, da série Counter-Strike lançado em 2004 pela Valve Corporation.

## O Jogo
O Counter-Strike: Source do nome indica o uso da mesma tecnologia que tornou "Half-Life 2" possível, mas isso não se traduz diretamente em uma qualidade gráfica idêntica entre os dois títulos. A razão disso é simples: manter o jogo acessível e rápido durante partidas na Internet. Não que as mudanças sejam pequenas: maior profundidade dos fundos, nível de detalhes e texturas melhoradas além de uma atmosfera sonora 3D impressionante. O efeito de cegar e ensurdecer do Flashbang, por exemplo, está quase igual ao de "Rainbow Six 3", adicionando maior realismo aos pequenos detalhes.A maior novidade fica por conta do mecanismo de simulação física Havok, que permite que tonéis metálicos sejam chacoalhados com tiros, cadeiras sejam empurradas e garrafas estilhaçadas. Apesar de trazer uma influência notável (não se surpreenda com a quantidade de pessoas brincando com a faca empurrando baldes só para testar a novidade), isso poderia ter sido incorporado à jogabilidade, por enquanto, "Counter-Strike: Source" é uma cópia exata do original no que diz respeito à parte jogável.
A interface de seleção de servidores recebeu algumas melhoras, e está mais fácil do que nunca encontrar servidores, definir favoritos e encontrar uma partida. Você até leva de brinde um benchmark simples de "Half-Life 2".

## Modifications (Mods)
Tal como muitos outros jogos modernos, Counter-Strike: Source tem sido fortemente "modificado" pela sua comunidade. As jogabilidades são normalmente executadas através de válvulas da Fonte SDK. Server-side mods como SourceMod e EventScripts construir sobre a base RCON comandos, bem como jogabilidade personalizações.
O Quake Sound Pack é um popular jogo som pack disponível com SourceMod. Os sons inclui clipes principalmente de Unreal Tournament 2003 (apesar do nome), e alguns de Quake.

### Skins
A capacidade de adicionar novos modelos e peles utilizando o SDK para Valve Counter-Strike: Source permite uma grande quantidade de personalização. Skins refere-se ao real imagens aplicada a partes do jogo. O jogador tem novas armas, e eles próprios mapas podem ser "reskinned" (ou "retextured") por qualquer um. Modelos se refere ao real 3D-elementos exibidos na tela. Disponível lado do servidor é uma variável de assegurar apenas alguns modelos e materiais são utilizados, que pretendem parar de materiais de base wallhacks. Nem todos os servidores utilizam esta limitação, uma vez que é opcional.
Os modelos podem ser alterados, quer pelo jogador, adicionando os arquivos para seus cstrike pasta, ou pelo servidor que estão jogando em usar um plugin do lado do servidor. A diferença é que quando um jogador muda de um modelo em sua própria máquina, só que o jogador irá ver as alterações, mas se o modelo for alterado por um servidor do lado do plugin ou ferramenta, então, o modelo que o jogador está vestindo é visto por todos no servidor naquele momento. Além disso, o servidor pode optar por força de uma "pele-coerência", o que significa que qualquer personalizado peles que os jogadores podem ter qualquer aparecerá como o modelo.

### Modos de Jogo
O jogo permite a modificação não apenas das skins e das texturas, como também dos modos de jogo, podendo ser criado modos que fogem a regra padrão de contra-terrorista contra terroristas. Um exemplo de modo de jogo é o Jail (prefixo ba_jail), onde os CTs tem o papel de guardas da prisão e os TRs de prisioneiros, que devem causar uma rebelião e matar todos os guardas. Outro exemplo é o Deathrun, onde os CTs devem passar por vários obstáculos acionados pelos terroristas.
Além da possibilidade de criação de novos modos de jogo, esses mesmos modos possuem diversos mapas diferentes e modificados pelos próprios jogadores.